# Municipio de Custer (Illinois)
El municipio de Custer (en inglés: Custer Township) es un municipio ubicado en el condado de Will en el estado estadounidense de Illinois. En el año 2010 tenía una población de 1430 habitantes y una densidad poblacional de 20,95 personas por km².

## Geografía
El municipio de Custer se encuentra ubicado en las coordenadas 41°13′36″N 88°8′00″O / 41.22667, -88.13333. Según la Oficina del Censo de los Estados Unidos, el municipio tiene una superficie total de 68.26 km², de la cual 66,68 km² corresponden a tierra firme y (2,31 %) 1,57 km² es agua.

## Demografía
Según el censo de 2010, había 1430 personas residiendo en el municipio de Custer. La densidad de población era de 20,95 hab./km². De los 1430 habitantes, el municipio de Custer estaba compuesto por el 97,27 % blancos, el 0,14 % eran afroamericanos, el 0,28 % eran amerindios, el 0,07 % eran asiáticos, el 1,26 % eran de otras razas y el 0,98 % eran de una mezcla de razas. Del total de la población el 3,15 % eran hispanos o latinos de cualquier raza.